# جون راموس
جون راموس (بالإنجليزية: John Ramos)‏ هو لاعب كرة قاعدة أمريكي، ولد في 6 أغسطس 1965 في تامبا في الولايات المتحدة.